# Sojuz 2 (kosmická loď)
Sojuz 2 byla nepilotovaná kosmická loď z programu Sojuz (COSPAR 1968-093A).

## Spojení lodí
V říjnu 1967 byl vyzkoušen systém spojení dvou kosmických lodí nejprve na nepilotovaných lodích typu Sojuz Kosmos 186 a 189. Spojení se zdařilo, spojené lodě létaly na orbitě 3,5 hodiny. V srpnu 1968 byl pokus zopakován, lodě nesly označení Kosmos 212 a Kosmos 213.

## Sojuzy 2 a 3
Dne 25. října 1968 byla vypuštěna na oběžnou dráhu z kosmodromu Bajkonur nepilotovaná loď Sojuz 2 a o den později loď Sojuz 3 pilotovaná kosmonautem Georgijem Beregovým. Ten měl za úkol se s pasivní lodí Sojuz 2 spojit, což se mu nezdařilo. Obě lodi se k sobě pouze několikrát přiblížily. Sojuz 2 měkce přistál 28. října 1968.

## Jiné kontexty
Jméno Sojuz 2 se také objevilo i v jiných kontextech:
- Druhý let lodě typu Sojuz k ISS.
- Návrh nové verze nosné rakety Sojuz, která byla později přejmenována na Sojuz/ST.